# ウィキマークアップ

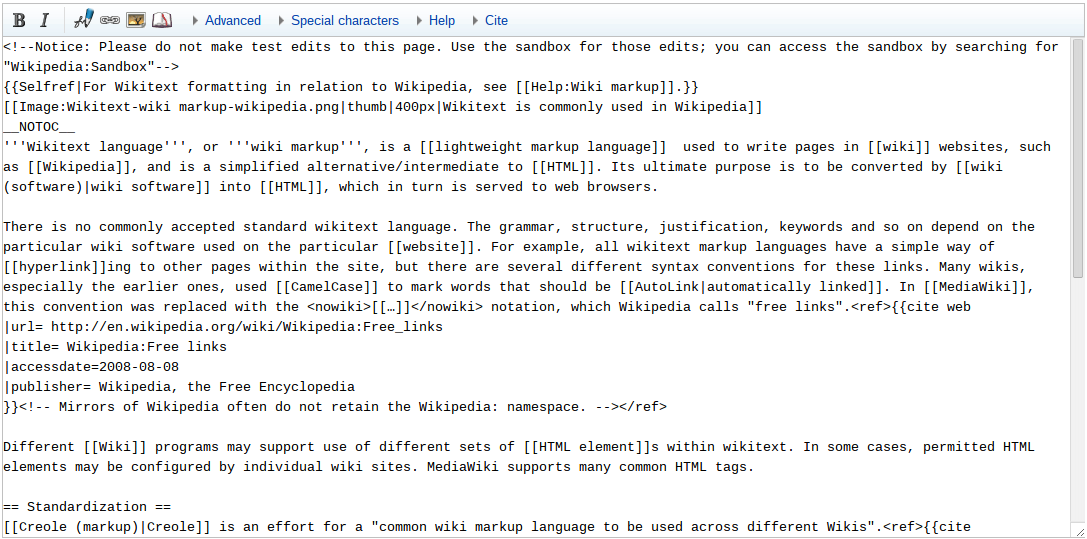
ウィキマークアップ内容（ウィキ編集画面）のスクリーンショット

ウィキマークアップ (Wiki markup) またはウィキテキスト言語・wikicodeは、ウィキペディアなどのwikiベースのウェブサイトでページの編集に使用する使用用途を想定して作成された簡易HTML代替言語である。ウィキソフトウェアを利用してウェブブラウザに対し適切な閲覧状態を提供している。元々はWikiWikiWebのために1995年に作られた。

## 概要
文法および構造は特定のウィキソフトウェア環境下のウェブサイト上で使用されることを想定しており、例えば、全てのウィキマークアップ言語は簡略化された外部ページへのハイパーリンク構文を持っているが、それらのリンクは統一性を持たない。また多くのウィキは単語の最初の一文字を大文字化するように設定されており（キャメルケース）、リンクページは自動リンクしない。この規則は、ウィキペディアでは単語を[[...]]の構文に置き換えることで閲覧者に対し自由なリンク文字列を提供出来ることを意味している。

### 統一性
クレオール (マークアップ)では「全てのウィキで使用可能な共通ウィキマークアップ言語 (common wiki markup language to be used across different Wikis)」を目指している。既に複数のウィキエンジンではクレオールを実装しており、バージョン1.0は2007年7月に発表された。Mediawikiではサポートされていない。

### ビジュアルエディタ
生のウィキマークアップソースコードを編集する方法に代わって、よりユーザーフレンドリーなオンライン・リッチテキスト・エディタとして開発されたビジュアルエディタ (Visual Editor)はウィキメディア財団およびウィキアと共同で開発された。2013年7月よりベータ版機能がオプトアウト機能を付加してMediaWiki.org以下の複数のウィキペディアで提供されている。